# Elektrodpotential
En elektrodpotential är inom fysikalisk kemi potentialdifferensen mellan två elektroder i en elektrokemisk cell. Denna potentialdifferens härstammar från två jonbaserade halvreaktioner på vänster- och högerelektrod. I praktiken kan man inte mäta elektrodpotentialen över en halvreaktion, men det finns en teknik som kan användas genom att använda väte-elektroden som referenselektrod, och definiera denna elektrodpotential som noll. Olika typer av halvreaktioner ger olika potentialdifferenser. Utöver elektrolyt spelar även andra faktorer in såsom lösningsmedel, elektrodmaterial, elektrodyta, m m.
Den s.k. standard-elektrodpotentialen (SEP) för en halvreaktion (ofta betecknad E0‡ eller E0), mäts och definieras som potentialdifferensen mellan elektroden och en väte-elektrod i en elektrokemisk cell vid 298 K, aktiviteten 1 och vid 1 atmosfärs tryck.
Till exempel, om man bara fokuserar på elektrolyten och försummar övriga faktorer, så visar halvreaktionen 1 och 2 nedanför elektrodpotentialen 0,59 V.
(1) Fe3+ + e− → Fe2+ (vänster elektrod)
(2) Cl2 + 2e− → 2Cl− (höger elektrod)
Men genom att koppla halvreaktion 1 (Fe3+/Fe2+) till I2/2I− kan man avläsa potentialdifferensen 0,23 V:
(1) Fe3+ + e− → Fe2+ (vänster elektrod)
(3) I2 + 2e− → 2I− (höger elektrod)
Som antyds ovan innebär en mätning att man mäter potentialdifferensen över båda elektroderna. För att isolera en enstaka potential över en halvreaktion används väte som den andra elektroden.
(1) Fe3+ + e− → Fe2+ (vänster elektrod)
(4) 2H+ + 2e− → H2 (höger elektrod)
När man använder väte-elektroden som referenselektrod brukar man benämna den uppmätta potentialdifferensen som halvreaktionens standard-elektrodpotential. För ovanstående cell med halvreaktionen Fe3+/Fe2+ fås standard-elektrodpotentialen +0.77 V. En positiv potential innebär att jämvikt av reaktionen Fe3+/Fe2+ går mot Fe2+, d.v.s. den tar emot eller accepterar elektroner från den andra halvreaktionen med vätet. En negativ potential innebär att reaktionen går åt det motsatta hållet och att elektroner skänks bort eller doneras till halvreaktionen med vätet.
När standard-potentialerna mellan två substanser är kända är det möjligt att förutsäga riktningen på hur elektronerna transporteras från en substans till en annan. Dessutom kan man bestämma potentialen mellan elektroderna. En mer positiv halvreaktion kommer alltid att acceptera elektroner, medan en mindre positiv halvreaktion kommer att donera elektroner. Spänningen som mäts mellan två halvreaktioner är lika med skillnaden i standard-elektrodpotentialerna mellan substanserna. Till exempel, med vår ursprungliga reaktion,
(1) Fe3+ + e− → Fe2+   EP = 0,77 (Se elektrokemiska spänningsserien)
(2) Cl2 + 2e− → 2Cl−   EP = 1,36
Cl2/Cl− är helt klart den mest positiva, så den kommer att acceptera elektroner, medan Fe3+/Fe2+ donerar elektroner:
(1) Fe2+ → Fe3+ + e− (vänster elektrod)
(2) Cl2 + 2e− → 2Cl− (höger elektrod)
För att erhålla den kemiska formeln för den totala reaktionen kan man addera de två halvreaktionerna.
(5) Cl2 + 2e− + 2Fe2+ → 2Cl− + 2Fe3+ + 2e− (total reaktion)
(För att balansera antalet elektroner i båda reaktionerna så dubblerades halvreaktionen Fe3+/Fe2+.) Efter förenkling fås
(6) Cl2 + 2Fe2+ → 2Cl− + 2Fe3+ (total reaktion)
Detta är den dominerande reaktionen. Naturligtvis kan det finnas andra reaktioner p.g.a. orent lösningsmedel eller dylikt. Hur som helst, den spänning som mäts kommer att vara skillnaden mellan potentialerna, d.v.s. 1,36 − 0,77 = 0,59 V.
Användningen av standard-elektrodpotentialer är inte bundet till enbart elektrokemiska celler. Samma förutsägelser kan göras för vilken reaktion som helst som inträffar naturligt.